# Gregor Sander
Gregor Sander (* 24. duben 1968, Schwerin) je německý spisovatel, žijící v Berlíně.

## Život a dílo
Narodil se v německé spolkové zemi Meklenbursko-Přední Pomořansko. V letech 1984–87 se vyučil zámečníkem (s maturitou), poté pokračoval ve studiu ošetřovatelství (1987–90). Na počátku 90. let 20. století studoval krátce medicínu na univerzitě v Rostocku (1990–92) a ihned posléze započal studium germanistiky a dějin na Humboldtově univerzitě v Berlíně (1992–96), avšak studia nedokončil.
Pro jeho literární styl je patrný minimalismus, strohost a úspornost. V roce 2007 byl za svůj román, Abwesend, nominován – v tzv. širší nominaci – na Německou knižní cenu. O dva roky později byl pak nominovaný na Cenu Ingeborg Bachmannové za povídkový soubor Zimní ryby.

### České překlady z němčiny
- Všechno udělat správně (orig. Alles richtig gemacht). 1. vyd. Brno: Větrné mlýny, 2023. 212 S. Překlad: Tereza Semotamová
- Co by bylo[8] (orig. Was gewesen wäre: Roman). 1. vyd. Brno: Větrné mlýny, 2017. 210 S. Překlad: Tereza Semotamová
- Zimní ryby[9] (orig. Winterfisch: Erzählungen). 1. vyd. Brno: Větrné mlýny, 2015. 166 S. Překlad: Tereza Semotamová (pozn.: Soubor devíti povídek)
- Ale já se tu narodil: povídky (orig. Ich aber bin hier geboren: Erzählungen). 1. vyd. Brno: Větrné mlýny, 2004. 142 S. Překlad: Lenka Housková (pozn.: Soubor devíti povídek)